# سقرطة

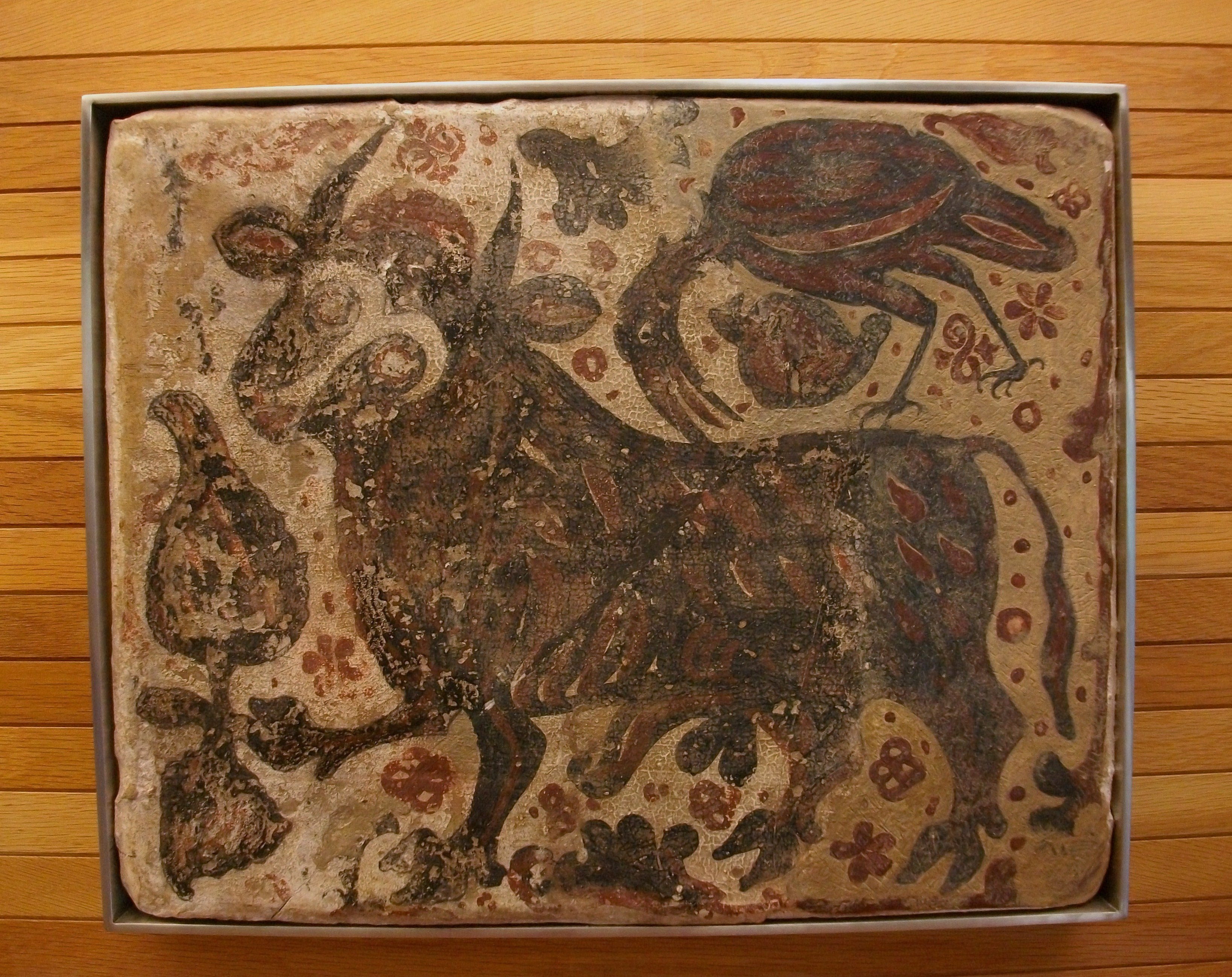
سقرطات تُمثل الثور

السقرطة هي بلاطات من الطين المحروق (الصلصال) مغطاة بقاعدة بيضاء ومطلية عادة باللونين الأحمر والأسود. تُوضع بين العوارض والروافد [الإنجليزية] في أسقف المباني وأفاريزها [الإنجليزية]. يعود أصل هذه الأشياء عادةً إلى العصور الوسطى، ويُعتقد إلى العصر الإسلامي، ولكن من المعروف أن الإنتاج اللاحق لهذه الأشياء كان منتشرًا، وخاصة في بلنسية الأندلسية. هناك كلمات أخرى لتسمية الأشياء ذات الوظيفة المماثلة مثل rajola، maó prim، atovó أو cairó. من المرجح أن أول تسجيل لوجودها كان في عام 1604، عندما أشار د. فيليسيانو دي فيغيروا، أسقف سيجوربي ، إلى مجموعة من بلاط السقف والجدران المكتوبة والملونة بنصوص قرآنية إسلامية. تقليديا، يُقال أنها جاءت من بطرنة ولكن وُثّقت وجود هذه الأشياء وغيرها من الأشياء المماثلة أيضًا في منسيس الأندلسية [الإنجليزية] وفي بعض الأماكن الأخرى في فالنسيا وأراغون وكاتالونيا.

## الاستخدام
تُصنع السقرطة بشكل أساسي بحجمين أساسيين: الأصغر بمقاس 30 × 15 × 3 سم والأكبر بـ 40 × 30 × 3 سم (قياسات تقريبية). يمكن استخدام النوع الأول في المباني بطريقتين رئيستين: تزيين الأفاريز (الحواف السفلية للسقف التي تبرز فوق الجدران) إما بالاتكاء على الجدران أو على العوارض الخشبية. يمكن استخدامها أيضًا في الزخارف الجدارية، وفي الشرفات والسلالم. تملأ البلاطات الأكبر حجمًا الفراغات بين العوارض الخشبية [الإنجليزية] في الأسقف الداخلية، مع وظائف هيكلية وزخرفية، وتدعم الأرصفة أو الأسقف. الحجم الأصغر قد يؤدي نفس الوظيفة. كان يُعاد استخدام السقرطات بشكل متكرر لبناء جدران جديدة وتسوية الأرصفة.

## التصنيع
هناك نقاش واسع النطاق حول ما يتعلق بتصنيع السقرطة. وبما أن هذه الأشياء ذات قاعدة سيراميكية، فإن الجدل يبدأ عندما نأخذ في الاعتبار المراحل التي تحدث بعد تجفيف عجينة السيراميك المصبوبة. ويعد جونزاليس مارتي وبلات مونسو المؤلفين الأكثر تمثيلا لهذا الموضوع. وبحسب غونزاليس مارتي، ينبغي تغطية البلاط الجاف بطبقة من التربة القائمة على الكاولين وطلائه بأكاسيد الحديد والمنجنيز. بعد ذلك يجب أن يتم إطلاقه ويجب أن تكون النتيجة عبارة عن زخرفة غير لامعة. ولم يكن من الواضح دائمًا وجود عملية القذف والحرق بسبب طبيعة الصبغة. قبل غونزاليس مارتي، أشار بعض المؤلفين إلى أن الجير المستخدم لتزيين السقرطات لا يمكن أن يُحرق بعد وضعه على البلاط. وبعد ذلك، عزز بلات مونسو وآخرون هذا البيان.

## الأيقونات
هناك ثلاثة أنواع أساسية من التمثيلات في السقرطات: الدينية والسحرية والاجتماعية. يتضمن الأول النقوش مثل الآيات القرآنية المكتوبة على سقرطات مسجد زارا في فالدينيا، والصلبان في الكنائس. وتعتبر يدا فاطمة أو الخمسة، والقوارب، والأبراج، والحيوانات، والأشكال الخيالية مثل بوتوني، وهو وحش في الخيال الفالنسي، جزءًا من النوع الثاني من التمثيلات. وقد حقق الهدف الثالث استخدام الرموز الشعارية والعناصر المزخرفة التي أصبحت مرئية في الأماكن العامة وتمثيل مشاهد العاهرات والساخرة في أوروبا لاحقًا. كما اُستخدمت السقرطات أيضًا لإجراء الإعلانات العامة، مثل مرسوم تجنيد الجنود لدوق سيجوربي، في عام 1513.